# Predrag Stanković
Predrag Stanković (en serbio cirílico: Педраг Станковић), (Leskovac, República Federal Socialista de Yugoslavia, 17 de septiembre de 1968) es un exfutbolista serbio. Jugó de defensa central en el OFK Belgrado, FK Zemun y Estrella Roja de Belgrado de la máxima categoría de su país, y en el Hércules CF en Primera División de España.

## Trayectoria
Stanković era un jugador que habitualmente se desempeñaba como defensa libre o central, aunque también actuó alguna que otra vez como lateral izquierdo. Era un buen marcador y poseía una aceptable técnica individual con la que intentaba salir con el balón jugado desde atrás.
Se dio a conocer en el fútbol español tras un partido de octavos de final de la Recopa de Europa entre el Estrella Roja y El FC Barcelona. Stanković fue el encargado de defender a Ronaldo y dejó buenas sensaciones. En esa misma temporada, en el mercado invernal, fichó por el Hércules CF.
Fue presentado como jugador del Hércules CF a finales de noviembre de 1996, sin embargo no debutó hasta enero de 1997 debido a una sucesión de problemas. Primero su pase internacional tardó en llegar. Luego, el Hércules no le permitió entrenar con el resto de la plantilla, en espera de que se solucionasen algunas discrepancias existentes sobre su edad y número de veces que había sido internacional con su selección. Al Hércules le ofertaron al jugador serbio, como un prometedor jugador de 25 años, cuando en realidad tenía 28 años. Además, se aseguró que había sido 8 veces internacional, aunque luego se supo que sólo había jugado con la selección de su país un partido informal contra periodistas. Estas circunstancias provocaron que el coste inicial del traspaso, fijado en 330 millones de pesetas, fuese sustancialmente rebajado, con un coste final de unos 100 millones. Además, se extravió el talón bancario con el que se iba a realizar efectivo el importe del traspaso. Finalmente, no se permitió su inscripción porque el club ya disponía del cupo de 6 extracomunitarios. El club herculano, dio de baja deferativa al argentino Pablo Morant para inscribir a Pedrag Stanković.
Debutó en Primera División de España el 5 de enero de 1997, en un Hércules-Sporting (1-1). Jugó los 90 minutos y durante los últimos minutos recibió un fuerte golpe que le dejó conmocionado. En su primera temporada en el Hércules CF jugó 20 partidos marcando 1 gol. En la siguiente temporada, la 1997/98 jugó 15 partidos marcando un gol. En la temporada 1998/99 jugó 19 encuentros y materializó dos goles. En la temporada 1999/00 Stankovic y el esloveno Milan Osterc, se convirtieron en dos casos excepcionales, ya que en la categoría de Segunda B (tras el descenso del Hércules) no pueden jugar extracomunitarios, pero sí que está permitido al poseer contrato con el club con el que habían descendido. En esa temporada disputó 21 partidos de liga donde logró un gol frente al Ontinyent CF; y jugó 2 encuentros de Copa del Rey.
En la temporada 2000/01 fichó por el Club Polideportivo Mérida con el que realizó la pretemporada, pero no jugó ningún encuentro, ya que, el club desapareció por problemas económicos. Así en verano de 2000 se quedó sin equipo, y decidió retirarse del fútbol. Tras su retirada fijó su residencia en Alicante, donde defendía los colores del equipo de veteranos del Hércules. Asimismo, dos hijos suyos juegan en las categorías inferiores del Hércules CF.
El 25 de febrero de 2009, fue detenido por el Cuerpo Nacional de Policía tras estar implicado en una red de narcotráfico. En la denominada Operación Ciclón, se decomisó un alijo de 600 kilos de cocaína en Madrid. La red estaba liderada por el serbio Zoran Matijevic (agente FIFA), en la que también estaban implicados, el futbolista del Rayo Vallecano Carlos de la Vega, exfutbolistas como Txutxi, y representantes de fútbol.

## Selección nacional
Ha sido internacional olímpico con la Selección de fútbol de Yugoslavia en 7 ocasiones. También fue 6 veces internacional juvenil con Yugoslavia.[cita requerida]

## Clubes
| Club                      | País           | Año       | Encuentros disputados* | Goles* |
| ------------------------- | -------------- | --------- | ---------------------- | ------ |
| OFK Belgrado              | RFS Yugoslavia | 1988-1991 |                        |        |
| FK Zemun                  | RF Yugoslavia  | 1991-1994 |                        |        |
| Estrella Roja de Belgrado | RF Yugoslavia  | 1994-1995 | 13                     | 2      |
| Estrella Roja de Belgrado | RF Yugoslavia  | 1995-1996 |                        |        |
| Estrella Roja de Belgrado | RF Yugoslavia  | 1996      |                        |        |
| Hércules CF               | España         | 1996-1997 | 20                     | 1      |
| Hércules CF               | España         | 1997-1998 | 15                     | 1      |
| Hércules CF               | España         | 1998-1999 | 19                     | 2      |
| Hércules CF               | España         | 1999-2000 | 21                     | 1      |
| CP Mérida                 | España         | 2000      |                        |        |

(*) Datos sólo para partidos y goles en liga doméstica.

## Palmarés

### Campeonatos nacionales
| Título                               | Club          | País          | Año       |
| ------------------------------------ | ------------- | ------------- | --------- |
| Primera División de la RF Yugoslavia | Estrella Roja | RF Yugoslavia | 1994-1995 |
| Copa de la FR Yugoslavia             | Estrella Roja | RF Yugoslavia | 1995      |
| Copa de la FR Yugoslavia             | Estrella Roja | RF Yugoslavia | 1996      |